# 沖潤子

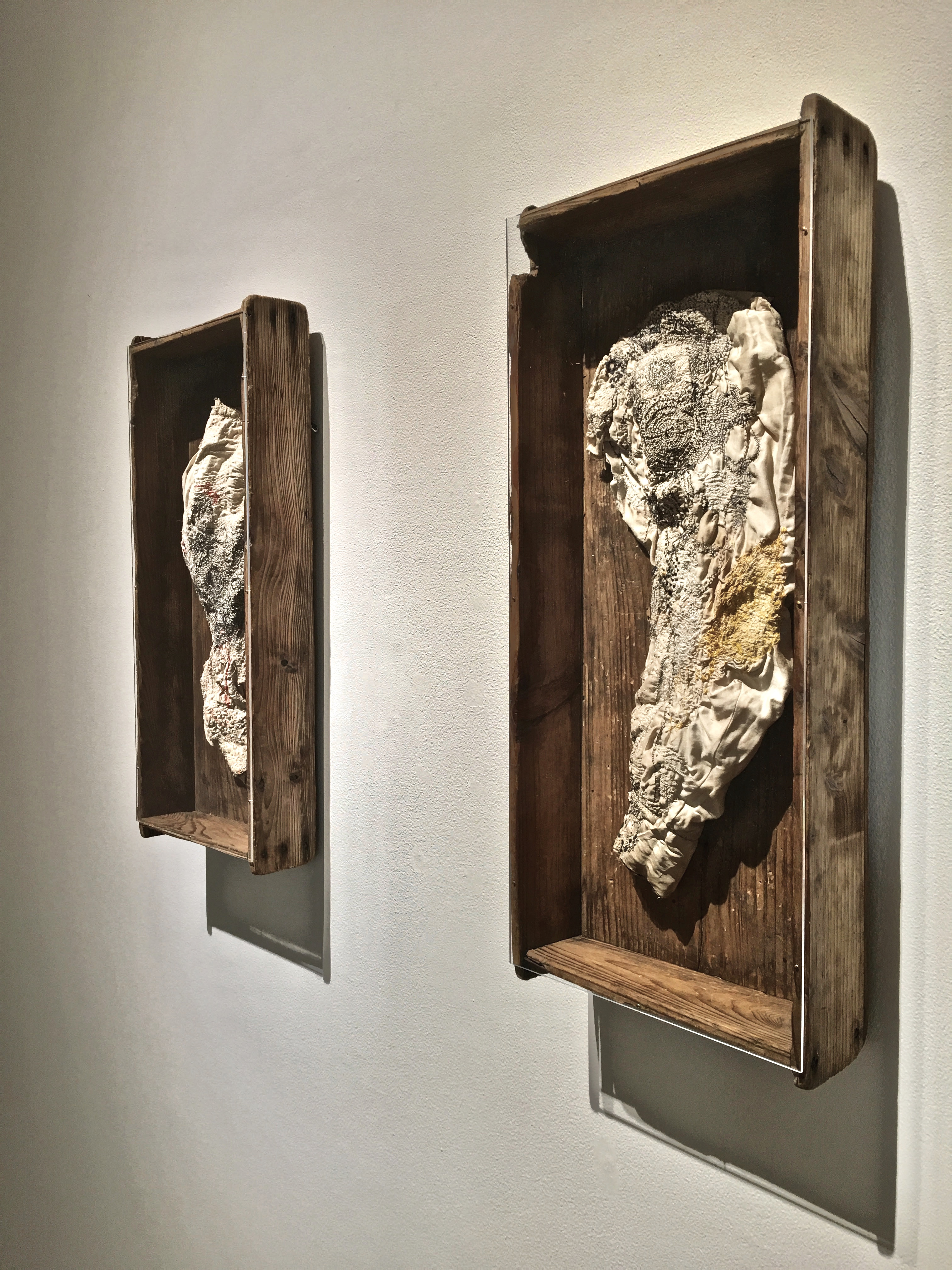
「ひばり」「つばめ」　　　　　　　　　　　　　　　　　　　　（金沢21世紀美術館所蔵）

沖潤子（おき じゅんこ、1963年 - ）は、日本の美術家。

## 来歴
1963年、埼玉県浦和市生まれ。
子どもの頃から絵を描くのが好きで美術大学を目指して予備校に通ったが受験には至らなかった。20代半ばでセツ・モードセミナーに入学。その後一人で子育てをせざるを得ない状況にあり経済的な事情から商品企画会社に就職した。大手玩具メーカーを担当しパッケージデザインなどを手掛け原価計算・生産・納品管理までをおこなった。
亡くなった母の洋裁道具や布を引き取り、2002年より母親が遺した布や糸を用いて独学で刺繍を始めた。当時中学生の娘が、亡母が大切にしていた「リバティ」の布を切って刺繍を施し、沖の誕生日に手提げを贈ってくれた。はじめは母の遺品が切り刻まれたことにショックを受けたが、自分を喜ばせたい一心で娘がつくった手提げを見てものづくりの本質に気付かされ、古い布を使って作品をつくりはじめた。
2002年の第3回「SICF」（スパイラル・インディペンデント・クリエイターズ・フェスティバル）に応募し、自分のアトリエを再現するブースをつくった。会社に勤務しながら制作を続けていたが2010年より制作に専念、刺繍はもとより絵画や彫刻という領域を超えた作品を国内外で発表し、2014年には自身で撮影した写真と作品についてのエッセイからなる作品集『PUNK』が文藝春秋より出版された。
2020年4月から2021年3月まで、山口県立萩美術館・浦上記念館の茶室をすべて用いた展覧会「anthology」が開催された。茶室の空間をつかって自由に展示するよう美術館から提案され、全国から募った7000個の糸巻きを茶室一面に敷き詰め、刺繍作品やオブジェを加えたインスタレーション作品として展示した。
2022年には神奈川県立近代美術館鎌倉別館にて、個展「沖潤子 さらけでるもの」が開催された。

## 人物・評価
鎌倉市を拠点に制作をしている。
エッセイスト平松洋子は、展覧会で沖の作品を見て「PUNKね！」とのべた。パンクという言葉がしっくりきて作品集のタイトルになった。

## 家族・親族
- 娘 沖メイ - 音楽家[3]

- 母方の祖父 - 繊維業界で会社を起こすため見聞を広めようと渡航費用や起業資金を数年かけて用意し、1919年（大正八年）に日本郵船の船で世界一周に出た。帰国後浅草橋に「沖商店」を開いた[3]。
- 母方の伯父 沖正一郎 - 日本の実業家、鼻煙壷収集家。

## 受賞歴
- 2017年　第11回「shiseido art egg」（シセイドウ アートエッグ）shiseido art egg賞[1][2]

## 展覧会

### 個展
- 「Recycle」2009年、ARTS ＆ SCIENCE 青山（東京）
- 「祈り」2009年、ギャラリーフェブ（東京）
- 「poesy」2011年、森岡書店（東京）、COW BOOKS（東京）、shima（愛知、2011年–2012年）
- 「糧」2011年、DEE'S HALL（東京）
- 「異邦人」2012年、DEE'S HALL（東京）
- 「是々非々」2013年、shima（愛知）
- 「culte a la mode」2013年、DEE'S HALL（東京）
- 「culte a la carte」2013年、COW BOOKS（東京）
- 「刺青」2013年、Gallery B（神奈川）
- 「赤」2014年、DEE'S HALL（東京）
- 「PUNK」2015年、DEE'S HALL（東京）、MORIS（兵庫）、森岡書店銀座店（東京）
- 「gris gris 」2016年、DEE’S HALL（東京）
- 「JUNKO OKI」2017年、Office Baroque（ベルギー・ブリュッセル）
- 「第11回shiseido art egg」展 沖潤子展「月と蛹」2017年6月30日 - 7月23日　資生堂ギャラリー（東京）
- 「蜜と意味」2018年、KOSAKU KANECHIKA（東京）
- 「Truly Indispensable」2019年、Office Baroque（ベルギー・ブリュッセル）
- 「刺繍の理り」2020年7月18日 - 8月22日、KOSAKU KANECHIKA（東京）
- 「anthology」2020年4月4日 - 2021年3月28日、山口県立萩美術館・浦上記念館
- 「よびつぎ」2021年、KOSAKU KANECHIKA（東京）
- 「よれつれもつれ」2022年、KOSAKU KANECHIKA（東京）
- 「沖 潤子　さらけでるもの」2022年9月17日 – 2023年1月9日、神奈川県立近代美術館鎌倉別館

### グループ展
- 「8 femmes 」2016年、Office Baroque（ベルギー・ブリュッセル）
- 「finding Ling-Ling’s head」2016年、cookie butcher（ベルギー・アントワープ）
- 金沢21世紀美術館 コレクション展「NOUS  ぬう」、2016年（石川）
- 「沖潤子｜安野谷昌穂」2017年、KOSAKU KANECHIKA（東京）
- 「みちのおくの芸術祭 山形ビエンナーレ2018」 2018年、文翔館（山形）
- 「現在地：未来の地図を描くために［2］」2019年、金沢21世紀美術館（石川）
- 「北陸工芸の祭典　GO FOR KOGEI 2021」2021年、那谷寺（石川）
- 金沢21世紀美術館コレクション展「 それは知っている：形が精神になるとき」2023年、（石川）

## 作品
- ミシン糸・穴糸を用い、下絵を描かずに刺している[3]。
- 病院の待ち時間に手持ちのソーイングセットの糸で刺したことがきっかけで白糸刺繡をはじめた[6]。
- タイトルは制作を終えてから考えている[5]。

### 作品集
- 「poesy」2011年　自費出版[7]
- 「culte à la carte」2013年　自費出版[8]
- 沖潤子『PUNK』文藝春秋、2014年。ISBN 978-4-16-390182-4。

### 挿画
- 若松英輔『悲しみの秘義』文藝春秋〈文春文庫〉、2019年。ISBN 978-4-16-791414-1。 表紙と本文中に沖の作品が使われている[9]。
- 若松英輔『光であることば』小学館、2023年。ISBN 978-4-09-389124-0。

### コレクション
- 金沢21世紀美術館[2]
- 神奈川県立近代美術館
- うらわ美術館